# Iti Bacci
Iti Bacci, geboren als Iti Baccich (15. Juli 1892 in Sušak – 11. Januar 1954 in Rom) war ein italienischer Politiker der PNF, Sportpolitiker und Parlamentarier.

## Leben
Bacci gehörte zur italienischen Bevölkerungsgruppe in Fiume (Kroatien), die noch unter österreichischen Herrschaft stand, und engagierte sich für den Anschluss an Italien (Irredentismus). Nach dem Abitur meldete er sich freiwillig als Scharfschütze in der Italienischen Armee im Ersten Weltkrieg. Am Kriegsende war er Unteroffizier. Nach dem Krieg kämpfte er als Freiwilliger für den Anschluss Fiumes an Italien. Nach den Kampfhandlungen gründete er 1919 die nationalistische Zeitung La Vedetta d'Italia (Der Wachposten Italiens) zusammen mit seinem älteren Bruder Icilio Bacci, um nationalistische Propaganda zu betreiben.  Er trat in die   Associazione Nazionalista Italiana ein, die 1922 in die Partito Nazionale Fascista überführt wurde. Bacci nahm an der Seite Mussolinis am Marsch auf Rom teil. Er war inzwischen nach Florenz übergesiedelt, wo er Jura studierte und als Anwalt zugelassen wurde.  Er gründete die irredentistische Gruppe Trento e Trieste. Von 1929 an war er Mitglied des Italienischen Parlaments, wurde 1934 bestätigt und blieb Parlamentarier bis 1943.  1930 wurde er der Stellvertretende Generalsekretär der Partito Nazionale Fascista und von 1930 bis 1932 Mitglied im Großen Faschistischen Rat. 1930–1931 war er der kommissarische Präsident des CONI. Er kaufte für das CONI die Tageszeitung Il Littoriale und wurde deren Chefredakteur. Hierzu siedelte er nach Rom über und wurde zudem der Rechtsanwalt der Fraktion der Italienischen Faschisten im Parlament mit Zuständigkeiten für die Korporationen für Wasser, Elektrizität und Gas.  In der Folgezeit nahm er immer wieder Ehrenämter im Sport an und hielt den Kontakt mit Fiume. Nach dem Sturz der Faschisten ging er nicht mit Mussolini in das faschistische Restitalien in die Republik von Salò, sondern zog sich nach Fiume zurück. Hier wurde er von den Deutschen verhaftet, aber durch Intervention seines Bruders des Senators Icilio Bacci freigelassen. Nach der Befreiung Italiens kehrte er nach Rom zurück.